# Liu Yang (taikonaute)
Majoor Liu Yang  (Vereenvoudigd Chinees: 刘洋) (Zhengzhou, 6 oktober 1978) is een Chinese piloot en taikonaut die deelnam aan de ruimtemissie Shenzhou 9. Op 16 juni 2012 werd Liu de eerste Chinese vrouw in de ruimte. Ze is gehuwd, een vereiste voor alle vrouwelijke taikonauten in het Chinese ruimtevaartprogramma.
Lia Yang maakte haar tweede ruimtevlucht aan boord van de Shenzhou 14 missie naar het Tiangong-ruimtestation die in juni 2022 werd gelanceerd.